# Larisa Čžao
Larisa Aleksandrovna Čžao (rusko Лариса Александровна Чжао), ruska atletinja, * 4. februar 1971, Sovjetska zveza.
Ni nastopila na poletnih olimpijskih igrah. Na svetovnih prvenstvih je v teku na 800 m dosegla najboljšo uvrstitev leta 2005 s šestim mestom, na evropskih dvoranskih prvenstvih pa je osvojila naslov prvakinje v isti disciplini leta 2005.